# Wichita Falls
Wichita Falls ist eine Stadt im Wichita County (Texas) in den Vereinigten Staaten von Amerika. Eine Volkszählung aus dem Jahr 2020 ergab eine Gesamteinwohnerzahl von 102.316 Personen. Die Stadt ist der County Seat des Wichita County.
In Wichita Falls befinden sich unter anderem der Luftwaffenstützpunkt Sheppard Air Force Base und die Midwestern State University.
Wichita Falls ist die Partnerstadt der bayerischen Großen Kreisstadt Fürstenfeldbruck. Grund für die Verschwisterung war der dortige Fliegerhorst und der Pilotenausbildung ENJJPT (Euro Nato Joint Jet Pilot Training), in der alle deutschen Jet-Piloten der Bundeswehr in 12 Monaten Ausbildung ihre „Schwingen“ (Strahlflugzeugführerabzeichen) erhalten.
Die wichtigste Zeitung der Stadt ist die Times Record News. Der amtierende Bürgermeister ist Stephen Santellana.

## Geographie
Die Stadt befindet sich nur ca. 24 km entfernt von der Grenze zum Bundesstaat Oklahoma. Laut Angaben des United States Census Bureau hat die Stadt eine Gesamtfläche von 183,1 km2.

## Demographie

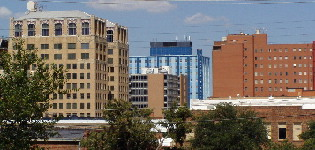
Wichita Falls

Nach der Volkszählung aus dem Jahr 2000 lebten zu diesem Zeitpunkt in Wichita Falls 104.197 Menschen in insgesamt 37.970 Haushalten und 24.984 Familien. Die Bevölkerungsdichte lag bei 569,1/km2.
24,7 % der Bevölkerung waren unter 18 Jahre alt, 15,2 % waren 18 bis 24, 29,3 % 25 bis 44, 18,6 % 45 bis 64 und 12,3 % der Bevölkerung waren 65 oder mehr Jahre alt. Das Durchschnittsalter betrug somit 32 Jahre. Auf 100 Frauen kamen in Wichita Falls statistisch gesehen 106,2 Männer.
Das Durchschnittseinkommen eines Haushalts betrug 32.554 $, das Durchschnittseinkommen einer Familie betrug 39.911 $. Das Durchschnittseinkommen der männlichen Einwohner lag bei 27.609 $, das der weiblichen Einwohner bei 21.877 $. Das Pro-Kopf-Einkommen betrug 16.761 Dollar.
13,9 % der Bevölkerung und 10,8 % der Familien lebten unter der Armutsgrenze.

## Verkehr

### Highways
Wichita Falls befindet sich am westlichen Ende der Fernstraße Interstate 44. Einige Highways verbinden die Stadt mit Orten in Nah und Fern: die U.S. Highways 287, 277, 281 und 82. Die Texas State Route 240 endet in Wichita Falls und die State Route 79 durchquert die Stadt.

### Flugverkehr
Über den Flughafen Wichita Falls Municipal Airport verbindet die Fluglinie American Eagle mit drei Flügen täglich die Stadt mit dem Internationalen Flughafen von Dallas.

## Söhne und Töchter der Stadt
- Frances Reid (1914–2010), Schauspielerin
- Don Cherry (1924–2018), Pop-Sänger und Golfprofi
- Phyllis Coates (1927–2023), Schauspielerin
- Lloyd Ruby (1928–2009), Automobilrennfahrer
- John Barron (1930–2005), Journalist (KGB-Enthüller)
- Leo Wright (1933–1991), Jazz-Musiker
- Larry McMurtry (1936–2021), Schriftsteller und Drehbuchautor
- R. John Collier (* 1938), Mikrobiologe und Biochemiker
- Tommy Tune (* 1939), Tänzer, Choreograf und Theaterregisseur
- C. William Kilpatrick (* 1944), Mammaloge
- Mike Mullane (* 1945), Astronaut
- Chuck Wilson (1948–2018), Jazzmusiker
- John Berg (1949–2007), Schauspieler
- Rex Tillerson (* 1952), Manager und US-Außenminister
- Steve LaSpina (* 1954), Jazzmusiker
- Greg Abbott (* 1957), Jurist und Politiker
- Rob S. Bowman (* 1960), Filmregisseur und Filmproduzent
- Stefan Kölsch (* 1968), deutsch-amerikanisch-norwegischer Neurowissenschaftler
- Dave Willis (* 1970), Synchronsprecher und Fernsehproduzent
- Fawn Arnold (* 1971), Musicaldarstellerin, Sängerin, Unternehmerin und Gesangslehrerin
- Bingo Merriex (* 1980), Basketballspieler
- Keith Lee (* 1984), Wrestler
- Christiane Seidel (* 1988), deutsch-amerikanische Schauspielerin
- Courtney Felinski (* 1992), Volleyballspielerin
- Taliyah Brooks (* 1995), Leichtathletin
- Greyson Chance (* 1997), Sänger
- Laramie Eppler (* 1997), Schauspieler

## Klimatabelle
|                       | Jan  | Feb  | Mär  | Apr  | Mai   | Jun  | Jul  | Aug  | Sep  | Okt  | Nov  | Dez  |   |       |
| Mittl. Tagesmax. (°C) | 11,1 | 14,0 | 19,1 | 24,3 | 28,5  | 33,1 | 36,2 | 35,5 | 30,4 | 24,9 | 17,9 | 12,7 | ⌀ | 24    |
| Mittl. Tagesmin. (°C) | −2,4 | 0,1  | 4,8  | 10,2 | 15,1  | 20,0 | 22,6 | 21,9 | 17,7 | 11,2 | 4,8  | −0,7 | ⌀ | 10,5  |
|                       |      |      |      |      |       |      |      |      |      |      |      |      |   |       |
| Niederschlag (mm)     | 26,4 | 37,1 | 56,1 | 76,5 | 103,4 | 89,4 | 43,7 | 63,0 | 97,0 | 69,6 | 39,1 | 32,8 | Σ | 734,1 |
|                       |      |      |      |      |       |      |      |      |      |      |      |      |   |       |
| Regentage (d)         | 3,2  | 4,1  | 4,7  | 5,8  | 7,2   | 5,5  | 3,7  | 4,9  | 5,8  | 5,2  | 3,9  | 3,8  | Σ | 57,8  |

| −2,4 |

| 0,1 |

| 4,8 |

| 10,2 |

| 15,1 |

| 20,0 |

| 22,6 |

| 21,9 |

| 17,7 |

| 11,2 |

| 4,8 |

| −0,7 |

| −2,4 |

| 0,1 |

| 4,8 |

| 10,2 |

| 15,1 |

| 20,0 |

| 22,6 |

| 21,9 |

| 17,7 |

| 11,2 |

| 4,8 |

| −0,7 |